# 重井港
重井港（しげいこう）は、広島県尾道市因島重井町にある港湾。港湾管理者は広島県。地方港湾。 

## 概要
重井東港
尾道市因島重井町
「重井東港」地図
重井西港（西浜港）
尾道市因島重井町須鼻
「重井西港」地図

## 航路
瀬戸内クルージング
- 快速船
  - 尾道港（尾道市） - 尾道新浜（尾道市） ‐ 重井東港 ‐ 須ノ上港（佐木島） ‐ 沢港（生口島） - 瀬戸田港（生口島）

土生商船
- 高速船
  - 三原港（三原市） - 鷺港（佐木島） -  重井西港  - 因島モール桟橋[2]（因島） - 土生港（因島） - 立石港（生名島）

尾道市公営渡船
- フェリー
  - 西浜港 - 細島港（尾道市）

### 廃止航路
土生商船
- フェリー
  - 三原港（三原市） - 鷺港（佐木島） - 重井西港

2021年（令和3年）5月1日廃止。

## 登場作品
- TVドラマ

Nのために第3話
- 写真集

佐々木希写真集「かくしごと」（2016年9月26日、講談社）、撮影：川島小鳥）,重井港北の防波堤、重井町高浜の護岸階段付近